# ホーム・アンド・アウェー
ホーム・アンド・アウェー (Home and Away)は、主にサッカーなどのスポーツにおいて、2チームがそれぞれのホームタウンで1度ずつ計2回対戦する方式のこと。広義のラウンドロビントーナメントである。

## 概説
試合（ゲーム）を開催する会場を本拠としている側のチーム、もしくはまったく無関係な会場であっても試合を主催する側のチームのことをホームチームといい、主催側の立場ではそのゲームをホームゲームと呼ぶ。一方、ホームチームと対戦する相手チームのことをアウェーチーム、日本プロ野球ではビジター（visitor）と言い、アウェーチームの立場で行う試合をアウェーゲームあるいはロードゲーム（road game）と呼ぶ。ホーム・アンド・アウェーは、対戦する特定の2チームの組み合わせについて、ホームゲームとアウェーゲームを1試合ずつ行う対戦方式である。
Jリーグなどのサッカーのリーグ戦では通常、この方式で行う。日本の野球では「ホーム（フランチャイズ）・アンド・ビジター」という表現が正式名称であるが、最近ではサッカーの影響で野球でもアウェイと言う場合が増えている
。なお、アメリカ・メジャーリーグにおいては公式サイト上やニュースサイト、テレビ中継などで「Away」の表記が主に使用されており「Visitor」の表記は少ない。また、韓国プロ野球や台湾プロ野球においても英語や現地語で「アウェー」の表現になっているなど、どちらかと言えば「ビジター」表記は日本プロ野球独自のものとなっている。また、ラグビーの社会人全国リーグである「ジャパンラグビーリーグワン」（2022年から）では、プレーオフを除くレギュラーシーズンの全試合をホーム・アンド・アウェー方式 を行うが、こちらも「ホスト・アンド・ビジター」という独自の表現を行っている。
この方式においては、選手ユニフォームにはホーム用とアウェー（ビジター）用の2種類が用意される場合が多い。野球においてはホーム用ユニフォームの胸部には球団の愛称、ビジターユニフォームにはチームの愛称よりチームの親会社の社名か本拠地を置く地元名が入っている傾向がある（日本野球機構の各チームのユニフォームについては、各球団の項目を参照のこと）。
サッカーやラグビー、バスケットボールでもユニフォームは、2パターンの色のユニフォームを準備しているのが基本であるが、こちらは、主に色の被りへの対策である。そのため、アウェーの試合でも主にホームで使用するユニフォーム（ファーストユニフォーム）が相手のファーストユニフォームと色が被らなければファーストユニフォームを着用することや、逆にファーストユニフォームが相手のファーストユニフォームや主にアウェーで使用するユニフォーム（セカンドユニフォーム）双方の色と被ってしまう場合はホームでもセカンドユニフォームを使用する場合がある。
双方のチームが対戦するスタジアムを本拠としている場合や、一方のチームが本拠としているスタジアムが主催側の規定に満たない場合などの理由から、対戦するスタジアムを本拠としているチームをアウェーチーム扱いで開催する事例もある。また、競技場の改修やホームタウンの政情不安定などの理由により、ホームゲームを近隣の地域で開催する場合もある。
FIFAワールドカップ・予選など、チームをいくつかのグループに分けたうえでホーム・アンド・アウェー方式で実施される場合もある。この場合、ホームタウンの夏季・冬季の気象条件が厳しいチームが複数ある場合や、ホームタウン間の移動距離が膨大になるチーム同士は、ホームゲームを開催できない期間が長期化しないよう、可能な限り同じグループに組み入れない措置が取られる場合もある。

### 利点
ホームタウンでの試合は、ホームチームのほうが施設やその他の環境に慣れている点や、移動による疲労がない点などで有利だと考えられている。また、比較的多く地元のファンの声援を受けられることや、それに伴う判定への影響（ホームタウンディシジョン）などもホームチームに有利に働く要素だとされることがある。国際試合などでは特にそうした傾向が強い。ホーム・アンド・アウェイ方式では、このような開催場所による有利不利を均等化することが期待される。
また、リーグ戦を通した試合数が増えることによる興行収入の増加、それぞれがホームタウンで試合を開催することによる観客動員の均等化など、プロスポーツにおける興行面での理由もある。

### 欠点
ホームゲームの開催順序や時期に依存した有利不利が発生する可能性は残されており、これを均等化するのは事実上不可能である。特にホーム・アンド・アウェーの2試合によって必ず勝敗を決する必要がある場合（例：ノックアウトトーナメント）、2試合目のみが延長戦になる場合があり、後にホームゲームを行うチームが有利となってしまう。また、プロ野球のプレーオフや日本シリーズ、NBAファイナルのように、勝利数の差によって勝敗を決める場合には試合数を奇数にせざるを得ないといった問題もある。
また、ホームタウンのファンによる応援は時として度を超え、治安上の問題に発展するケースがある。こうした場合問題が発生した試合のホームチーム側に何らかの制裁が課されることがある。問題を未然に防ぐために敢えて双方に無関係なスタジアム（主に他国のスタジアム）で試合をする場合もある。
ホーム・アンド・アウェー方式は1ゲームで勝敗を決する場合と比較すると、移動距離や日程を増加させるため、金銭的な面や体力的な面で負担になる。特に学生などのアマチュアには負担が大きい。世界規模の大会では移動行程の問題からホーム・アンド・アウェー方式はあまり行われない。
対戦試合数が奇数となる場合、ホームゲーム数のバランスが均等になりにくい場合もある。
日本野球機構管轄のプロ野球では、フランチャイズ制度が導入された1952年以後、1997年-2000年と2015年・2016年はセ・リーグ・パ・リーグの両リーグで、2004年はパ・リーグのみで、各2チームの対戦試合数が奇数（2015・2016年は25回、それ以外は27回総当たり）だったため、2004年のパ・リーグを除き、2年間でホーム・アンド・アウェー(H&A)の数が均等になるように、それぞれの対戦カードごとに、1年ごとにホームゲームを1試合多く開催できるようにした。また2015年以降のセ・パ交流戦も互いのリーグのチームと3試合総当たりとなるため、1年ごとにホームとビジターを入れ替える（こちらも2年間でH&Aが均等になる）。
また、Jリーグにおいても、J2は2008年から2010年まで、J3では2014年と2015年、JFLも1999年のみ、それぞれ3回総当たりを採用しており、どちらか一方のチームがホームゲームを2試合開催していた。
フットサルFリーグも2007年度の第1回大会から基本的に3回総当たりとし、原則として「ホーム&アウェー&セントラルで1回ずつ」当たるようにしていた。2009年度以後は「ホーム&アウェー+ホームorアウェー」を強化しているものの、セントラル開催も数節行われている（2013年度に関しては2シーズン制のため、基本的にホーム&アウェー×2となっていたが、全日程の3分の1がセントラル開催だった。2014年度は元の1シーズン制に戻したため、完全「H&A&C」（各1回ずつ）としたが、2015年度・2016年度は2009年度-2013年度の方式に戻されている）。2017年度からは3回総当たりの完全「H&A&C」を基本としながら、セントラル開催の体裁を「12チーム×1会場にまとまって集中開催する完全セントラル開催方式」と、「6チーム集中開催（6チームずつ×2会場に分けて集中開催する準セントラル開催）方式」とに分けるようになった。
Bリーグも地区交流戦は互いのカンファレンスのチームと2回戦総当たりを1年ごとにホームとアウェーを入れ替えている（ただし2017-18シーズンより各チーム3カードはホーム&アウェー開催）。Bリーグの前身たるNBLでは最終年度である2015年度のみ東西カンファレンス制廃止に伴い5回戦総当たりに変更されたため、どちらか一方のチームがホームゲーム1試合多くなっていた。さらにその前身たるJBLは6回戦総当たりとしていたが、1節につき2回ずつ行われていたため、片方のホームゲームが1節2試合多くなっていた。なお、2007年度から2008年度までの2シーズンは5回戦総当たりでうち1試合をリーグカード（リーグ主管）として中立地で開催した。また、JBLおよびNBLと並立するbjリーグにおいても、東西カンファレンス間の交流戦は互いのカンファレンスのチームと2回戦総当たりを1年ごとにホームとアウェーを入れ替える。
Jリーグ（J2とJ3）、FリーグとJBLはチーム数が少ないための、日程確保の観点によるものである。

## 代替方式
ホーム・アンド・アウェイの欠点を考慮し、試合の一部または全部を以下のような方式で行うこともある。
集中開催方式
1か所の開催地で全ての試合を行う。サッカーなどでは「セントラル方式」と称する場合もある。
参加チームに開催地のホームチームが含まれる場合はかなり不公平な方式であるが、日程の短縮や設備確保などの観点から採用されることが多い。例として、阪神甲子園球場で行われる選抜高等学校野球大会・全国高等学校野球選手権大会、東大阪市花園ラグビー場で行われる全国高等学校ラグビーフットボール大会などが挙げられる。また、オリンピックなども、ほぼ全ての競技が1つの都市とその周辺で開催されるということから集中開催方式の一種と考えられる。
中立地開催
参加する各チームのホームタウンでない場所を選定して試合を行う。ホーム・アンド・アウェーでない1回戦制として行われる場合や、特定の事情（国際大会において国家間関係などから敵地を訪れることが困難な場合など）でホーム・アンド・アウェーの一方または両方の試合をホームタウンでない場所で行う場合がある（後者の場合、特に国際試合では「第三国開催」と称する場合もある）。
2004年まで開催されたサッカーのトヨタカップは、かつてはホーム・アンド・アウェー方式であったが、治安や日程面の問題から中立地方式に変更された。また、いくつかのスポーツイベント（UEFAチャンピオンズリーグ、NFLスーパーボウル、JリーグYBCルヴァンカップなど）のように、準決勝まではホーム・アンド・アウェー方式（あるいは一方のチームのホームでの試合）を採用し、決勝戦のみを中立地での一発勝負方式で行うトーナメント戦もある。この場合、決勝戦開催地は早い時点で決められるため、場合によっては決勝進出チームのホームグラウンドが会場となってしまうこともありうる。
上記のFリーグにおいても、試合日程確保の観点で、基本的に総当たりが奇数の3回（2013-14年度のみ4回）総当たりであるため、一部の節でリーグ直轄による全チーム総集結のセントラルシリーズが組まれている。
ダブルセントラル方式
集中開催方式（セントラル方式）とホーム・アンド・アウェーの中間的な方式で、リーグ戦日程の半分を1箇所で、残り半分を別の1箇所で開催する。「ワン・エンド・ワンセントラル方式」とも言う。
ホーム・アンド・アウェーでは全てのチームに長距離移動が生じる一方で、集中開催（セントラル方式）では特定のチームへの有利・不利が生じる場合の折衷案として用いられる。
アジア地区におけるサッカーの国別対抗リーグ戦で採用されることがあり、アテネオリンピック男子サッカー・アジア最終予選は3グループのうち「日本と中東3カ国（バーレーン、アラブ首長国連邦、レバノン）」という組み合わせとなったグループBについて、関係国間の合意の上でこの方式が採用された。

## ホームタウン以外での試合開催
ホーム・アンド・アウェー方式での試合は原則として、そのチームのホームタウン区域内にあるスタジアムなどで開催されるのが通常であるが、以下のような理由でホームタウン地域外で開催されることがある。
- 本拠地地域以外での市場開拓を目的とした開催。
  - NPB管轄のプロ野球においては、特定球団のホームタウンとなっていない空白地域が多い。これらの地域でスポーツ振興を図り、また市場開拓を行うといった目的のため、特定チームがホームタウン以外の地域において試合を主催することが少なくない。このような場合でも、主催側をホームチームと呼ぶが、ホームであることの有利さはほとんど享受できない[注 6]。
  - 他球団の本拠地で主催試合を行うこともあり、セントラル・リーグ所属の読売ジャイアンツの本拠地である東京ドームではこれまでにパシフィック・リーグ加盟全球団がホームゲームを組んでいる。パ・リーグ所属大阪近鉄バファローズおよび近鉄と合併したオリックス・バファローズの本拠地・大阪ドームでは阪神タイガース（後述）、巨人、更にはオリックスと同じパ・リーグに所属する福岡ソフトバンクホークスがホームゲームを組むなどしている[注 7]。ただし、セ・パ交流戦導入以後はそれまで主催していた球場において本来その球場を本拠地にする球団と交流戦で対戦する（当然ビジターとして）ことになったため、以前に比べると減少している。
  - サッカー・Jリーグやバスケットボール・Bリーグではクラブ数がそれぞれ60、38と多く、カバーしていない都道府県の方が少ないため、ホームタウン地域以外での試合開催は少ない。2部制導入前のJリーグにおいては特定クラブのホームタウンとなっていない地域が多く、プロ野球同様の地方開催も多く見受けられたが、地方開催を行った地域の大半に新たなJリーグクラブが設立されているため、現在ではホームタウン地域外での開催は、ホームスタジアムが事故、災害、改修などで使用不能などの特殊事情がない限り（後述）ほとんど見られなくなっている。Bリーグの前身リーグであるJBL→NBL及びbjリーグも同様に地方開催が目立っていたが、Bリーグに統合されてからはその数を大きく減らしている。
- かつての本拠地での開催
  - 東京ドームは2003年まで、パ・リーグ所属日本ハムファイターズも本拠地として使用していた。2004年、日本ハムは札幌ドームに移転したが、2004年以降も札幌ドーム最終年の2022年まで、東京時代のファンへの配慮として、10試合程度の東京ドームでの主催試合を毎年開催していた。また、オリックス・バファローズは、2004年オフに大阪近鉄バファローズと合併する前は神戸市の神戸総合運動公園野球場を本拠地としオリックス・ブルーウェーブの名称で活動していたが、2005年の合併以後も、旧本拠地の神戸[注 8] で15試合程度開催している。この他にも、所沢移転後に旧本拠地の福岡市・平和台球場で主催試合を行った西武ライオンズや、川崎移転後に旧本拠地の仙台市・宮城球場で主催試合を行ったロッテオリオンズなどの事例がある。
  - Jリーグ・アビスパ福岡はJFL時代に藤枝市民グラウンドを本拠地とし藤枝ブルックスの名称で活動していたが、福岡移転初年度（当時の名称は「福岡ブルックス」）の1995年にもホームゲームを3試合開催した。なお、この開催は1995年夏季ユニバーシアードの開催により、ホームスタジアムの博多の森球技場がサッカー競技会場となった都合によるものでもあり、下記「他のイベントの都合」にも該当する。
  - 三遠ネオフェニックスはbjリーグ時代に浜松市と豊橋市のダブルホームとする浜松・東三河フェニックスの名称で浜松アリーナを中心にホームゲームを開催していた。Bリーグ発足後は豊橋市をホームタウンに定め豊橋市総合体育館をホームアリーナとしているが、浜松でも1シーズンにつき4試合程度行っている。また、B3リーグの横浜エクセレンスは2021年まで東京エクセレンスの名称で板橋区立小豆沢体育館をホームアリーナにしていたが、同年にB2ライセンス取得のため横浜武道館へ移転した後もマザータウンゲームとして小豆沢で2試合程度行っている。
- 他のイベントの都合
  - 阪神タイガースの本拠地である阪神甲子園球場は、高校野球（選抜高等学校野球大会、全国高等学校野球選手権大会）の開催会場であり、開催期間中は、阪神の主催試合を組むことができない。そのため、近隣（甲子園球場最寄りの阪神甲子園駅から大阪ドーム最寄りのドーム前駅まで阪神電車で20分程度である）の大阪ドームで代替開催する（詳細は「死のロード」を参照）。また、東京ドームが都市対抗野球大会を開催している時期、巨人が東京以外の地域で主催試合を行うことがある。
  - 陸上競技場をホームスタジアムとしているクラブは陸上競技大会との兼ね合いで試合会場の変更を余儀なくされることもあり、2007年のセレッソ大阪は当時のホームスタジアム・長居陸上競技場にて世界陸上選手権が開催されたため、開催期間及び前後のホームゲームを福井、鳥取、三木で行った。また、2018年の川崎フロンターレはホームスタジアム・等々力陸上競技場が第87回日本学生陸上競技対校選手権大会で使用できなかったため、Jリーグカップの準決勝をFC東京のホームスタジアムである味の素スタジアムで行った。
  - 2020年の日本シリーズは都市対抗野球大会の関係で巨人主催の試合を大阪ドームで開催した。日本シリーズを出場球団の本拠地以外で開催したのは、1980年に当時南海ホークスの本拠地だった大阪球場を借りた近鉄バファローズ（下記「本拠地地域に主催者の基準を満たすスタジアムがない」に該当）以来、40年ぶりだった。2021年の日本シリーズでも東京ヤクルトスワローズの本拠地である神宮球場に既に他のイベントが入っていたため、ヤクルト主催の試合である第3戦から第5戦は東京ドームで開催した。また、対戦相手のオリックス・バファローズの本拠地である大阪ドームも第6，7戦開催日に既に他のイベントが入っていたため、神戸総合運動公園野球場で開催した（第6戦でシリーズが終了したため、第7戦は行われず）。また、2021年と同じカードとなった2022年も第9戦までもつれた場合、第9戦はオリックスの主催試合となる予定であったが、大阪ドームは社会人野球日本選手権大会により使用できないため、神戸総合運動公園野球場で開催される予定であった（第7戦でシリーズが終了したため、第9戦は行われず）。
  - 名古屋グランパスはホームスタジアム・名古屋市瑞穂公園陸上競技場が全面改築工事のため2021年シーズンよりもう一つのホームである豊田スタジアムを使用しているが、2023年は11月15日から19日までのラリージャパンでスーパースペシャルステージ（SSS）が行われピッチの張替えなどで使用できないため、前後に組まれたホームゲーム2試合をFC岐阜のホームスタジアムである岐阜メモリアルセンター長良川競技場で行い、2024年も同様に1試合行った[注 9]。
- 営業上の理由
  - ホームスタジアムで試合を行うより観客動員、収入が期待できる場合、アウェー動員を見込んであえてアウェーチームのファンの多い地域で主催ゲームを行う場合もある。例として、2008年に新大分球場、北九州市民球場で行われた横浜ベイスターズ主催の福岡ソフトバンクホークス戦、1999年に行われた福岡ドームでのオリックス・ブルーウェーブ主催の福岡ダイエーホークス戦、1989年の広島東洋カープ主催の東京ヤクルトスワローズ戦のうちの1試合を群馬県立敷島公園野球場で開催したほか、1990年から1997年にも同様に広島主催行われていた岐阜市の長良川球場での中日ドラゴンズ戦がある[注 10]。下関球場でも横浜DeNAベイスターズ主催試合を開催することがあるが、隣接している地域が本拠地の福岡ソフトバンクホークスや、広島東洋カープとの試合が突出して多く開催している[注 11]。
  - ホームスタジアムの収容人員が多くないのに対し、対戦カードの動員力が大きい場合、ホームタウン外にある、収容人員の多いスタジアムで試合を開催することもある。例として、Jリーグのヴァンフォーレ甲府はホームスタジアムの山梨県小瀬スポーツ公園陸上競技場の収容人員が17,000であるのに対し、浦和レッドダイヤモンズとの試合ではそれを遥かに超える動員力があることから、一時期、浦和戦を収容人員約50,000の東京・旧国立競技場で行っていたものがある。旧国立競技場解体以降、浦和戦についても小瀬での開催となっていた。国立競技場の建て替え完成以降は甲府と浦和の所属カテゴリが違うため、対戦そのものが組まれていない。
- 本拠地、ホームタウンでの事故、災害、紛争など
  - 本拠地が改修工事や事故などで使用不能になった場合や、ホームタウン地域で大きな災害や紛争が起きた場合、ホームタウン地域での主催試合開催が困難となるため、ホームタウン地域外での開催を余儀なくされることがある。FIFAワールドカップ予選では、紛争のため試合開催が困難な国のホームゲームを中立国に移して行うことがしばしば見られる。
  - 2005年、ハリケーン・カトリーナが発生した際、甚大な被害を受けたニューオーリンズを本拠地とするNFLのニューオーリンズ・セインツはホームスタジアムのスーパードームが損傷し使用不能になったため、同年のシーズンはタイガー・スタジアム、アラモドーム、ジャイアンツ・スタジアムで主催試合を行った。NBAのニューオーリンズ・ホーネッツもホームアリーナのニューオーリンズ・アリーナは大きな損傷こそなかったものの市への立ち入り規制により使用不能となったため、2005-06シーズンはオクラホマ州オクラホマシティにあるフォード・センターを暫定的なホームに定めて大半の主催試合を行った[注 12]。
  - 2024年10月、MLB・タンパベイ・レイズの本拠地球場であるトロピカーナ・フィールドがハリケーン・ミルトンによって大きな損傷を受け使用不能となったため、2025年シーズンはフロリダ州タンパにあるジョージ・M・スタインブレナー・フィールドを暫定本拠地として使用する。
  - 2004年、新潟県中越地震の際、新潟をホームタウンとするアルビレックス新潟は地震の影響で開催困難になった柏レイソル戦を新潟スタジアムから国立競技場に移して開催した。
  - 2011年、東日本大震災が発生した際、被災地の仙台をフランチャイズとする東北楽天ゴールデンイーグルスは本拠地である宮城球場が使用可能となるまでの間、甲子園球場やほっともっとフィールド神戸で主催試合を行ったほか、西武（滋賀県・皇子山球場）、ヤクルト（静岡市・草薙球場）が本拠地以外での開催、巨人も宇部市野球場での開幕を余儀なくされた。
  - Jリーグでも被災地の茨城県・鹿嶋市をホームタウンとする鹿島アントラーズが、ホームスタジアムであるカシマスタジアムが被災し、使用不能となったため、復旧が済むまで国立競技場でホームゲーム（AFCチャンピオンズリーグの2試合）を行った。
  - 同年に開催された男子バレーボールの国際大会であるFIVBワールドリーグでは福島第一原子力発電所事故の影響により、日本のホームゲームが相手国での開催に変更された。
  - 2016年、熊本地震の際、熊本をホームタウンとするロアッソ熊本は地震の影響で熊本県内でのホームゲーム開催が困難となったため、しばらくの間、ホームゲームを柏、神戸、鳥栖で行った。
  - 2024年、能登半島地震の際、金沢をホームタウンとするB3リーグの金沢武士団は地震の影響で開催困難になった会場で予定されていたホームゲーム2節4試合のうち1節2試合が愛知県大治町スポーツセンターに移された[4]。
  - 2020年3月に開催予定だった2022 FIFAワールドカップ・アジア予選のモンゴル対日本戦は新型コロナウイルス感染拡大の影響で日程が延期され、モンゴル国内では厳しい感染防止策のため試合開催ができず、モンゴル連盟の意見を聞いた上で2021年3月30日に千葉市蘇我球技場にて無観客試合として開催されることになった。
  - コンサドーレ札幌は札幌ドーム完成以前は札幌厚別公園競技場がホームスタジアムであったが、厚別は気候の関係で5月以降でないと使用出来なかったため、4月末までは道南の入江運動公園陸上競技場（室蘭市）もしくは千代台公園陸上競技場（函館市）で開催するか、北海道外で主催試合を行うことが定例となっていた。この際に利用していた道外のスタジアムとしては、リーグ戦では町田市立陸上競技場、平塚競技場、高知県立春野総合運動公園陸上競技場、仙台スタジアム、カップ戦では長崎県立総合運動公園陸上競技場、岐阜メモリアルセンター長良川競技場、熊本市水前寺競技場がある。
  - Jリーグではこのほか、ホームスタジアムの改修工事期間を確保するため、開幕節や最終節、ポストシーズンを別のクラブのホームスタジアムで開催する事例が複数ある。一例として、2016年J2・J3入れ替え戦のツエーゲン金沢（石川西部→富山）、2017年J1昇格プレーオフのアビスパ福岡（レベスタ→えがおS）、2018年開幕戦の松本山雅FC（アルウィン→中銀スタ）、2020年第38節（ホーム最終節）のファジアーノ岡山（Cスタ→ピカスタ）など。
- 不祥事に対する制裁
  - 主催チームおよびそのファンが、不祥事を起こした場合、主催団体から制裁として、ホームタウンでの開催権を剥奪され、中立地での開催を命じられることがある。例として、2005年6月8日、2006 FIFAワールドカップ・アジア予選、北朝鮮対日本戦が直近の北朝鮮ホームゲーム（金日成競技場）・イラン戦で試合後に暴動があったことを理由に、FIFAの裁定により第三国のタイ・バンコクのスパチャラサイ国立競技場で開催されたものがある。なお、この試合は無観客試合として行われている。
- 日程の都合
  - 当初組まれていた試合が中止になり、閉幕まで期間がないなどで、日程が詰まっており、本拠地での試合消化が困難な場合、ホームタウン以外での主催試合が実施される場合もある。2007年9月25日にセーフコ・フィールドで開催されたシアトル・マリナーズ対クリーブランド・インディアンスのダブルヘッダーは、同年4月に雪の影響で中止されたジェイコブス・フィールドでの振替試合を行うため、第1試合のみインディアンス主催で実施された。
  - また、日本でも試合日程の都合で西鉄ライオンズが1956年の阪急ブレーブス戦、並びに後継の太平洋クラブライオンズ時代の1973年後期に日拓ホームフライヤーズ戦のダブルヘッダーの1試合を後楽園球場で代替開催したことがあった。
  - Jリーグでも2014年J1最終節のうちアルビレックス新潟対柏レイソル戦が雪の影響で延期された上会場も新潟スタジアムからカシマスタジアムに変更された。
- 本拠地地域に主催者の基準を満たすスタジアムがない
  - ホームタウンにあるスタジアムが何れも主催者の基準を満たさない場合、対戦相手のホームタウンや近隣の基準を満たすスタジアムでの開催となる場合もある。2014 FIFAワールドカップ・北中米カリブ海予備予選では開催時点でモントセラト・アンギラ両国に国際基準を満たす競技場が存在しなかったため、モントセラトのホームゲームは中立国のトリニダード・トバゴ・クーヴァのアトー・ボルドンスタジアムで、アンギラのホームゲームは対戦相手国のドミニカ共和国・サン・クリストバルのエスタディオ・パンアメリカノで、それぞれ開催された。
  - 日本シリーズにおいては開催球場に収容人員30,000人以上と、照明設備を義務付けているが、この基準を満たせなかったため日本シリーズを本拠地球場で開催できなかった球団は1974年のロッテ（本拠地・宮城球場が収容人員不足のため、後楽園球場で開催）、1979年、1980年の近鉄（本拠地・日生球場が収容人員不足、藤井寺球場が照明設備未設置のため大阪球場で開催）の2球団である。近鉄は1979年、1980年のパシフィック・リーグプレーオフにおいても大阪球場を使用している[注 13] 。また、近鉄は同様の基準があるオールスターゲームにおいても藤井寺球場の照明設備が完成する以前は、主管球団が回ってきた場合、大阪球場を本拠地としていた南海に開催権を譲渡した上で大阪球場で開催していた。なお、2013年の楽天は本拠地の宮城球場が収容人員条件を満たしていなかったが、シリーズまでに仮設スタンドを造ることで収容人員を満たし、宮城球場で開催している。
  - AFCチャンピオンズリーグにおいては開催スタジアムに30cm以上の背もたれ付き個別席5,000人分以上の設置を義務づけているが、2023/24に出場した甲府はホームスタジアムである山梨県小瀬スポーツ公園陸上競技場の観客席が全席ロングシートであったため、国立競技場をホームスタジアムとして開催した[5]。